# Dance (코마츠 미호의 노래)
〈dance〉는 코마츠 미호의 열여섯 번째 싱글이다.
2002년 5월 29일에 발매됐다.

## 개요
- 첫 디지팩 케이스로의 발매이다. 이후, 디지팩은 6번째 음반 《코마츠 미호 6th: 꽃이 가득한 들판》 이후의 오리지널 작품과 베스트 음반 《코마츠 미호 베스트: once more》에 사용된다.
- 전작 〈사랑해...〉에 이어서 타이틀곡의 리믹스가 수록되고 있다.

## 수록곡
1. dance
  - 작사 · 작곡: 코마츠 미호, 편곡: 오가 요시노부

닛폰 TV계 《C/W러브》 닫는 곡.
2. 우리의 행방(僕らの行方)
  - 작사 · 작곡: 코마츠 미호, 편곡: 오가 요시노부
3. dance (KENNY'S CLASSIC CLUB MIX)
  - 리믹스: KENNY(ORIENTA-RHYTHM) for BASEMENT FACTORY PRODUCTIONS
4. dance (instrumental)
5. 우리의 행방 (instrumental)